# Apollofjärilar
Apollofjärilar (Parnassiinae) är en underfamilj i familjen riddarfjärilar (Papilionidae). Underfamiljen omfattar cirka 50 medelstora, vita eller gula arter.  Apollofjärilar är fördelade över Asien, Europa och Nordamerika.